# Crystal Bullet
Crystal Bullet was een stalen indoorachtbaan in het Canadese attractiepark Crystal Palace Amusement Park. De achtbaan werd geopend in 1991 en was gebouwd door Zierer. Het was een custom achtbaan van het model Tivoli. 
De achtbaan sloot op 1 september 2014 en is afgebroken.

## Technisch
de baan was 247 meter lang en 7,5 meter hoog. De trein haalde snelheden tot 39 kilometer per uur. Er was een tunnel aanwezig in het parcours van de baan. De achtbaan maakte geen inversies.